# Тереза Ліхтенштейнська
Тереза Ліхтенштейнська , повне ім'я Тереза Марта Марія Йозефа (нім. Therese von Liechtenstein; Therese, Prinzessin von und zu Liechtenstein, нар. 28 липня 1850 — пом. 13 березня 1938) — принцеса Ліхтенштейнська, донька князя Ліхтенштейну Алоїза II та графині Франциски Кінскі фон Вхініц унд Теттау, дружина принца Баварського Арнульфа.

## Біографія
Тереза народилась 28 липня 1850 року у замку Ліхтенштейн в Австрії. Вона була десятою дитиною та дев'ятою донькою в родині князя Ліхтенштейну Алоїза II та його дружини Франциски Кінскі фон Вхініц унд Теттау.
У віці 31 року Тереза пошлюбилася із 29-річним принцом Баварським Арнульфом. Весілля відбулося 12 квітня 1882 року у Відні. У подружжя народився єдиний син, Генріх (1884—1916) — загинув у Румунії під час Першої світової, де воював у складі Альпійського корпусу; одружений не був, мав позашлюбного сина.
Арнульф помер у Венеції 1907 року. Тереза пережила його на тридцять років і пішла з життя 13 березня 1938. Похована поруч із чоловіком у Театинекірхе в Мюнхені.